# Hydrobiosella scalaris
Hydrobiosella scalaris là một loài Trichoptera trong họ Philopotamidae. Chúng phân bố ở miền Australasia.